# Glycera tridactyla
Glycera tridactyla  (лат.) — вид морских многощетинковых червей из отряда Phyllodocida.

## Строение
Длина тела до 10 см, оно полупрозрачное и состоит из 160—180 сегментов. Жабры довольно длинные, цилиндрической формы, не могут втягиваться. На последних сегментах тела они отсутствуют. Глотку изнутри покрывают тонкие цилиндрические папиллы. Параподии имеют по 4 лопасти.

## Распространение и места обитания
Распространены от тропических до бореальных вод: от Северного моря вдоль побережья Европы до Западной Африки, Средиземного, Чёрного и Красного морей, в Тихом океане описаны на юго-западе Охотского моря, южных Курильских островах, в Японском море, а также у берегов Калифорнии и Австралии. Упоминание о находке Glycera tridactyla на юго-западе Баренцева моря поставлено под сомнение.
Обитает в песке, часто включающем камни, ракушки и гальку, а также в песке, смешанном с илом. У берегов Сахалина достигают плотности поселения 4—15 особей/м².